# Jeremy Allen White
Jeremy Allen White (New York, 17 febbraio 1991) è un attore statunitense.
È principalmente noto per il ruolo di Lip Gallagher nella serie drammatica Shameless (2011-2021) e di Carmen "Carmy" Berzatto nella serie commedia The Bear (2022), con il quale si è aggiudicato due Premi Emmy, tre Screen Actors Guild Awards, due Critics' Choice Awards e tre Golden Globe come miglior attore in una serie commedia o musicale.

## Biografia
Prima di incontrarsi, i genitori di White si erano entrambi trasferiti a New York per perseguire la loro carriera nella recitazione. Dopo essersi incontrati ed essersi esibiti sul palco insieme per diversi anni, si sono sposati e la coppia ha terminato la propria carriera da attori, ottenendo un lavoro che li avrebbe aiutati a sostenere la loro nuova famiglia.
Alle elementari White era un ballerino, in particolare di balletto, jazz e tip tap. All'età di 13 anni entrando in un nuovo programma di danza della scuola media decise di seguire la strada della recitazione. Ha ottenuto il lavoro per interpretare Phillip "Lip" Gallagher in Shameless appena uscito dal liceo.

### Carriera
È comparso con ruoli principali o secondari in vari film, cortometraggi e serie televisive, tra cui: Beautiful Ohio, The Speed of Life, Acquarium, Afterschool, Twelve, Law & Order - I due volti della giustizia, Gloria & Eric e The Fourth (al quale ha partecipato anche come scrittore). Ha anche partecipato al film/opera teatrale Madama Butterfly 3D.
Nel 2011 prende parte alla serie televisiva drammatica Shameless, in cui interpreta il ruolo di Lip Gallagher.
Nel 2022 interpreta Carmen "Carmy" Berzatto nella serie commedia The Bear. Grazie a questo ruolo si aggiudica il Golden Globe come miglior attore in una serie commedia o musicale, ed ottiene una candidatura ai Critics' Choice Awards come miglior attore in una serie commedia, ai Screen Actors Guild Award come miglior attore in una serie commedia, ed ai Satellite Award come miglior attore in una serie drammatica. A settembre 2024 vince il premio di "miglior attore protagonista in una serie commedia" agli Emmy Awards, sempre per il ruolo interpretato in The Bear.

## Vita privata
Da ottobre 2019 a maggio 2023 è stato sposato con l'attrice Addison Timlin. La coppia ha avuto due figlie: Ezer Billie White, nata il 20 ottobre 2018, e Dolores Wild White, nata il 12 dicembre 2020.
Dal 2023 al 2024 ha avuto una relazione con la cantante spagnola Rosalía. Dal 2024 ha una relazione con l’attrice Molly Gordon.

## Filmografia

### Cinema
- Beautiful Ohio, regia di Chad Lowe (2006)
- The Speed of Life, regia di Ed Radtke (2007)
- Afterschool, regia di Antonio Campos (2008)
- Twelve, regia di Joel Schumacher (2010)
- The Time Being, regia di Nenad Cicin-Sain (2012)
- Comic Movie (Movie 43), registi vari (2013)
- Bad Turn Worse, regia di Simon Hawkins e Zeke Hawkins (2013)
- Rob the Mob, regia di Raymond De Felitta (2014)
- After Everything, regia di Hannah Marks e Joey Power (2018)
- The Rental, regia di Dave Franco (2020)
- Fremont, regia di Babak Jalali (2023)
- Fingernails - Una diagnosi d'amore (Fingernails), regia di Chrīstos Nikou (2023)
- The Warrior: The Iron Claw (The Iron Claw), regia di Sean Durkin (2023)
- Springsteen - Liberami dal nulla (Springsteen: Deliver Me From Nowhere), regia di Scott Cooper (2025)

### Televisione
- Conviction – serie TV, episodio 1x10 (2006)
- Law & Order - I due volti della giustizia (Law & Order) – serie TV, episodi 17x15-18x05 (2007-2008)
- Law & Order - Unità vittime speciali (Law & Order: Special Victims Unit) – serie TV, episodio 11x21 (2010)
- Shameless – serie TV, 134 episodi (2011-2021)
- Homecoming – serie TV, 4 episodi (2018)
- The Bear – serie TV, 28 episodi (2022-in corso)

## Riconoscimenti
- Golden Globe[2]
  - 2023 – Miglior attore in una serie commedia o musicale per The Bear
  - 2024 – Miglior attore in una serie commedia o musicale per The Bear
  - 2025 – Miglior attore in una serie commedia o musicale per The Bear
- Critics' Choice Awards
  - 2023 – Miglior attore in una serie commedia per The Bear[3]
  - 2024 – Miglior attore in una serie commedia per The Bear
- Premio Emmy
  - 2023 – Miglior attore protagonista in una serie commedia per The Bear
  - 2024 – Miglior attore protagonista in una serie commedia per The Bear
  - 2025 - Candidatura al miglior attore protagonista in una serie commedia per The Bear
- Satellite Award
  - 2023 – Candidatura al miglior attore in una serie drammatica per The Bear
- Screen Actors Guild Award
  - 2023 – Miglior attore in una serie commedia per The Bear[4]
  - 2024 – Miglior attore in una serie commedia per The Bear[13]

## Doppiatori italiani
Nelle versioni in italiano delle opere in cui ha recitato, Jeremy Allen White è stato doppiato da:
- Davide Perino in Shameless, Comic Movie, The Warrior: The Iron Claw
- Flavio Aquilone in Law & Order - Unità vittime speciali
- Alessio Puccio in Afterschool
- Alessio Nissolino in The Rental
- Gabriele Vender in Homecoming
- Sacha Pilara in The Bear